# 若杉隆平
若杉 隆平（わかすぎ りゅうへい、1947年 - ）は、日本の経済学者。新潟県立大学学長・理事長、京都大学名誉教授、横浜国立大学名誉教授。経済学博士（東京大学）。専門は、国際経済学・産業経済学・イノベーションの経済分析・法と経済学。

## 経歴
1947年に石川県小松市に生まれる。石川県立小松高等学校卒業。1971年に東京大学経済学部を卒業し、通商産業省に入省する。1979年にイェール大学で経済学修士号を取得する。そして1988年に東京大学から経済学博士号を授与される。
1986年に信州大学経済学部に助教授として着任し、1989年に教授となる。1992年に横浜国立大学経済学部・大学院国際社会科学研究科教授、1998年に経済学部長、2000年には副学長に就任する。2004年に慶應義塾大学経済学部教授、2007年に京都大学経済研究所教授に就任する。2012年に定年退官し、京都大学名誉教授となる。2006年には横浜国立大学にも名誉教授を授与されている。2013年に学習院大学経済学部特別客員教授、2017年に新潟県立大学学長・理事長となる。

## 研究・教育
国際貿易と直接投資の分野においてモデルを用いた理論分析と実証分析を行ってきた。また、生産の国際分業、多国籍企業の立地選択、知的財産権の保護が企業行動やイノベーションに与える影響、国家間の技術移転が貿易に与える影響などについてミクロデータを用いて検証してきた。教育面にも注力し、「ゼミナールでは，基本的な文献を丹念に講読し，十分な時間をかけて議論を行うことにより，深く理解することを目標にします．」と述べている。門下に伊藤萬里（青山学院大学）、田中鮎夢（青山学院大学）などがいる。
所属学会は日本経済学会、日本国際経済学会、法と経済学会、アメリカ経済学会他。日本経済学会・理事（1999-2004）、日本国際経済学会・理事（1998-2004）、同・常任理事（2006-2012）、日本経済学会連合・理事（2008-2011）、法と経済学会・理事（2004-）。
通商産業研究所特別研究官（1993）、経済産業研究所（RIETI）ファカルティフェロー（2006-2017）、同研究主幹（2006-2011）、同貿易投資プログラムディレクター（2011-2016）、同シニア･アドヴァイザー（2016-2019）等を歴任。
2007年に日本国際経済学会小島清賞（研究奨励賞）、2008年に国際ビジネス研究学会賞、2022年に第2回日本統計学会中村隆英賞を受賞。

## 著書

### 単著
- 『基礎から学ぶ国際経済と地域経済』（文眞堂、2020年）
- Internationalization of Japanese Firms: Evidence from Firm-level Data （Springer, 2014）
- 『現代日本企業の国際化－パネルデータ分析－』（岩波書店、2011年）
- 『現代の国際貿易 - ミクロデータ分析 -』（岩波書店、2007年）
- 『国際経済学（第3版）』（岩波書店、2009年）
  - 『国際経済学（第2版）』（岩波書店、2001年）
  - 『国際経済学（初版）』（岩波書店、1996年）
- 『貿易・直接投資と日本の産業組織』（東洋経済新報社、1989年）
- 『技術革新と研究開発の経済分析』（東洋経済新報社、1986年）

### 共著
- （伊藤萬里）『グローバル・イノベーション』（慶應義塾大学出版会、2011年）
- （藤田昌久）『グローバル化と国際経済戦略』（日本評論社、2011年）